# Auguste Bravais
Auguste Bravais (Annonay, 23 agosto 1811 – Le Chesnay, 30 marzo 1863) è stato un fisico, cristallografo e meteorologo francese.

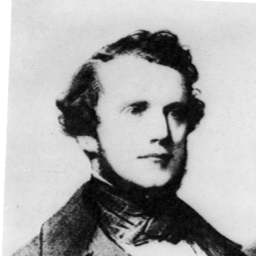
Auguste Bravais (c. 1850).

Studiò al Collège Stanislas a Parigi e nel 1829 entrò all'École Polytechnique. Alla fine dei suoi studi divenne un ufficiale di marina. Grande avventuriero, si imbarcò sul Finistère nel 1832, e in seguito sul Loiret; cooperò a lavori di idrografia lungo le coste algerine. Partecipò anche alla spedizione La Recherche, inviata presso l'isola di Spitsbergen e in Lapponia per misure meteorologiche e forse per soccorrere la Lilloise.
A partire dal 1840 tenne corsi di matematica applicata all'astronomia alla facoltà di scienze dell'Università di Lione, e, successivamente, ottenne la cattedra di fisica all'École Polytechnique (prima occupata da Victor Le Chevalier), restandovi dal 1845 al 1856 (data in cui sarà sostituito da Hureau de Sénarmont). Nel 1854, infine, succedette a Albin Reine Roussin all'Académie des sciences.
Nel 1845 Bravais aveva descritto le 14 possibili disposizioni di punti nello spazio per formare celle elementari di una struttura cristallina nei sistemi tridimensionali; queste 14 figure sono oggi note come reticoli di Bravais. Nella sua vita, Bravais si era occupato anche di magnetismo, meteorologia (fu cofondatore della Société météorologique) e geometria botanica.